# Odra 1300
Odra 1300 – polskie komputery mainframe z serii Odra produkowane w Elwro z wykorzystaniem licencji angielskiej firmy ICL.
Licencja dotyczyła dokumentacji logicznej maszyny ICL 1904 i taśm z pełnym oprogramowaniem podstawowym i użytkowym, w tym kompletu testów kontrolnych.
Na organizacji komputerów ICL oparto organizację komputerów Odra 1304 i Odra 1305, natomiast polska była konstrukcja sprzętowa i technologia wywodząca się z zastosowanej w maszynie cyfrowej Odra 1204. Całkowicie polską konstrukcją były: Odra 1325, Rodan i SKOK.

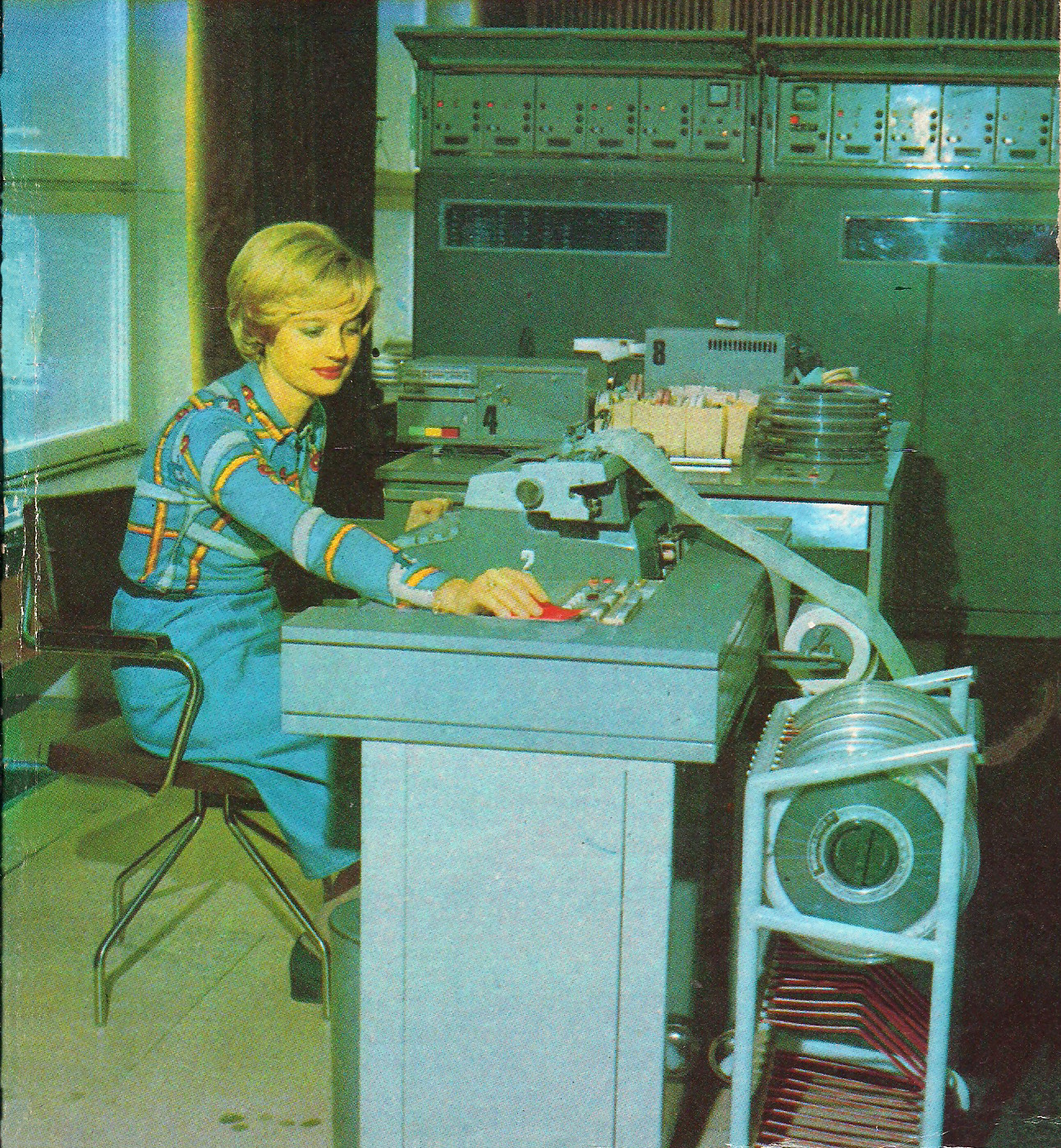
Odra 1304.
1973 r.

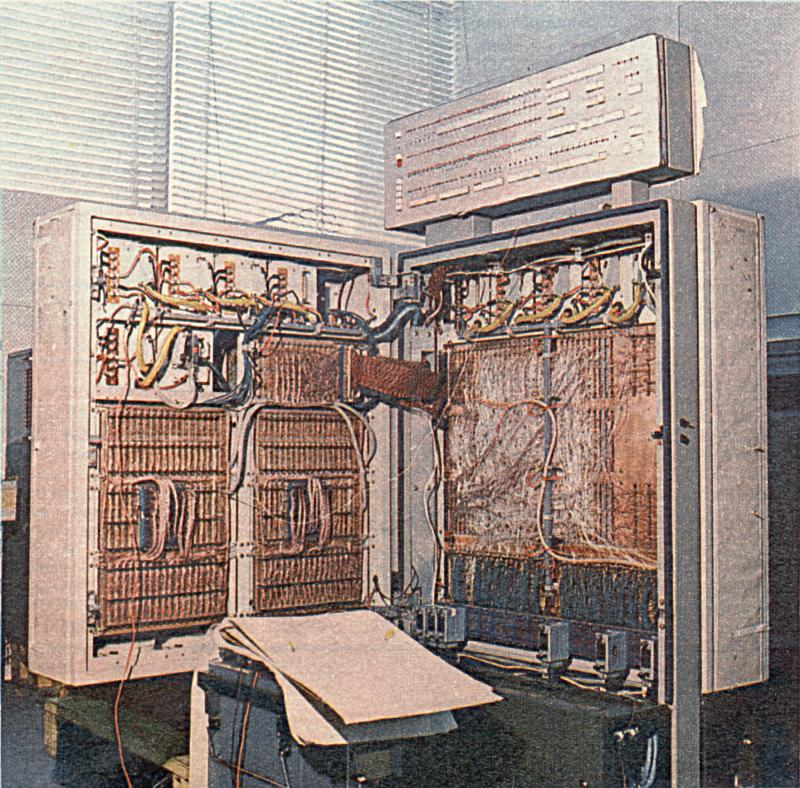
Otwarta jednostka centralna Odry 1305.
1974 r.

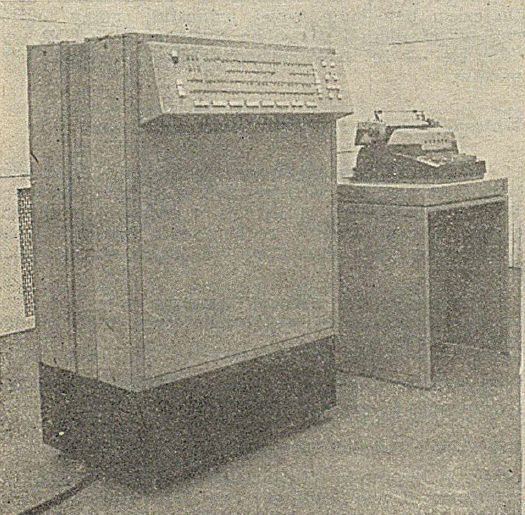
Jednostka centralna Odry 1325.

## Emulowanie Odry
W celu wykorzystania bogatego oprogramowania, powstał pod kierunkiem  Lesława Sieniawskiego, we wrocławskim Instytucie Komputerowych Systemów Automatyki i Pomiarów, emulator i symulator Odry 1300, z własną wersją części rezydentnej systemu operacyjnego, na komputery R-32 i R-34.
Można na nim uruchomić zmodyfikowany system operacyjny z nakładką GEORGE 3 i programy.
Krytyczne dla wydajności funkcje emulatora realizowane są przez specjalny rozkaz, dlatego wymaga on uzupełnienia pamięci stałej procesora z mikroprogramem. Rozkaz wykonuje główną pętlę emulatora pobierającą i dekodującą rozkazy Odry.
Symulator może działać na standardowym procesorze, ale jest czterokrotnie wolniejszy.

## Organizacja serii 1300

### Pamięć
- 24-bitowe podzielone na 4 znaki
- 64 znaki zapisywane w 6 bitach bez rozróżnienia wielkości liter z możliwością zapisu rozszerzonego zestawu znaków w 12 bitach
- 8 24-bitowych akumulatorów stałoprzecinkowych, w tym 3 indeksy (zajmowały pierwsze 8 słów pamięci przydzielonej programowi o adresach 0-7).
- 1 48-bitowy akumulator zmiennoprzecinkowy w pamięci przydzielonej programowi o adresie 12-13 (96-bitowy podwójnej precyzji, w Odrach realizowany programowo)
- przestrzeń adresowa programów – 32 albo 256 kilosłów
- adresowanie z dokładnością do słowa z dodatkowym adresem znaku w słowie dla operacji na znakach.

### Rozkazy (podstawowa organizacja)
- 15-bitowy podstawowy adres dla skoków, dla pozostałych podzielony na pola:
  - 12-bitowy adres operandu
  - 3-bitowy adres akumulatora
- 2-bitowy adres indeksu
- 7-bitowy kod rozkazu
- rozkazy niewykonywane sprzętowo zwane „ekstrakod” realizowane przez przerwania:
  - wywołania systemu operacyjnego
  - operacje wejścia/wyjścia
  - niektóre rozkazy np. zmiennoprzecinkowe w Odra 1325 bez przystawki zmiennoprzecinkowej.

### Wieloprogramowość
Zależnie od systemu operacyjnego od 4 do ograniczonej tylko możliwościami sprzętu. Praktycznie w ośrodkach przy pracy wsadowej 1 lub 2.

### Ochrona programów
Każdy aktywny program zajmował ciągły obszar pamięci zaczynający się od zerowego adresu logicznego i ograniczony górnym wskaźnikiem. Sprzęt wyliczał adres fizyczny dodając przesunięcie i nie pozwalał przekroczyć zakresu przydzielonego przez system. Całą pamięć fizyczną mógł adresować jedynie system operacyjny.

### Urządzenia wejścia-wyjścia

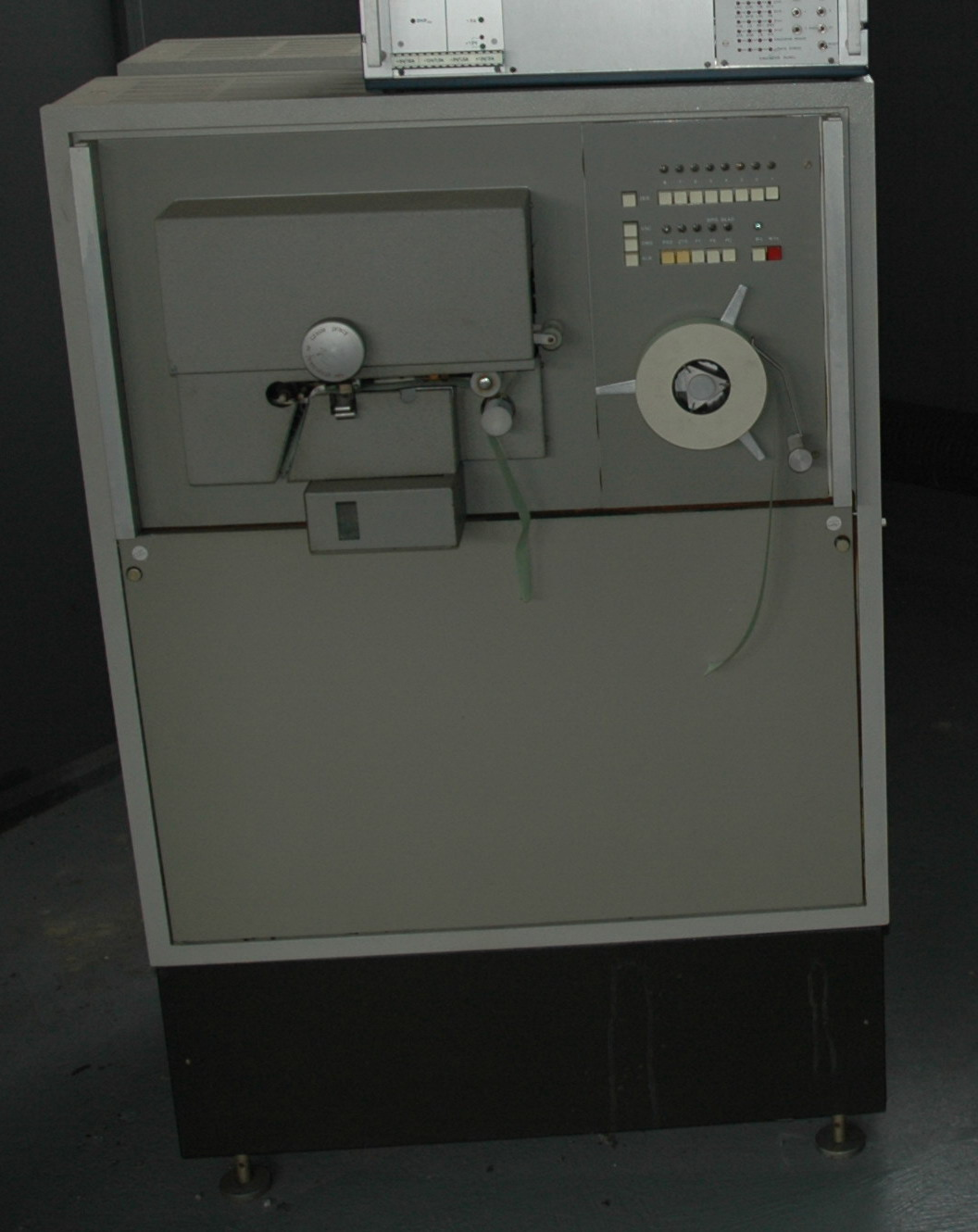
Perforator taśmy - eksponat w Muzeum Przemysłu i Kolejnictwa w Jaworzynie Śląskiej

- monitor – elektryczna maszyna do pisania
- czytnik taśmy
- perforator taśmy
- czytnik kart dziurkowanych
- drukarka wierszowa
- multiplekser i terminale

### Pamięć masowa

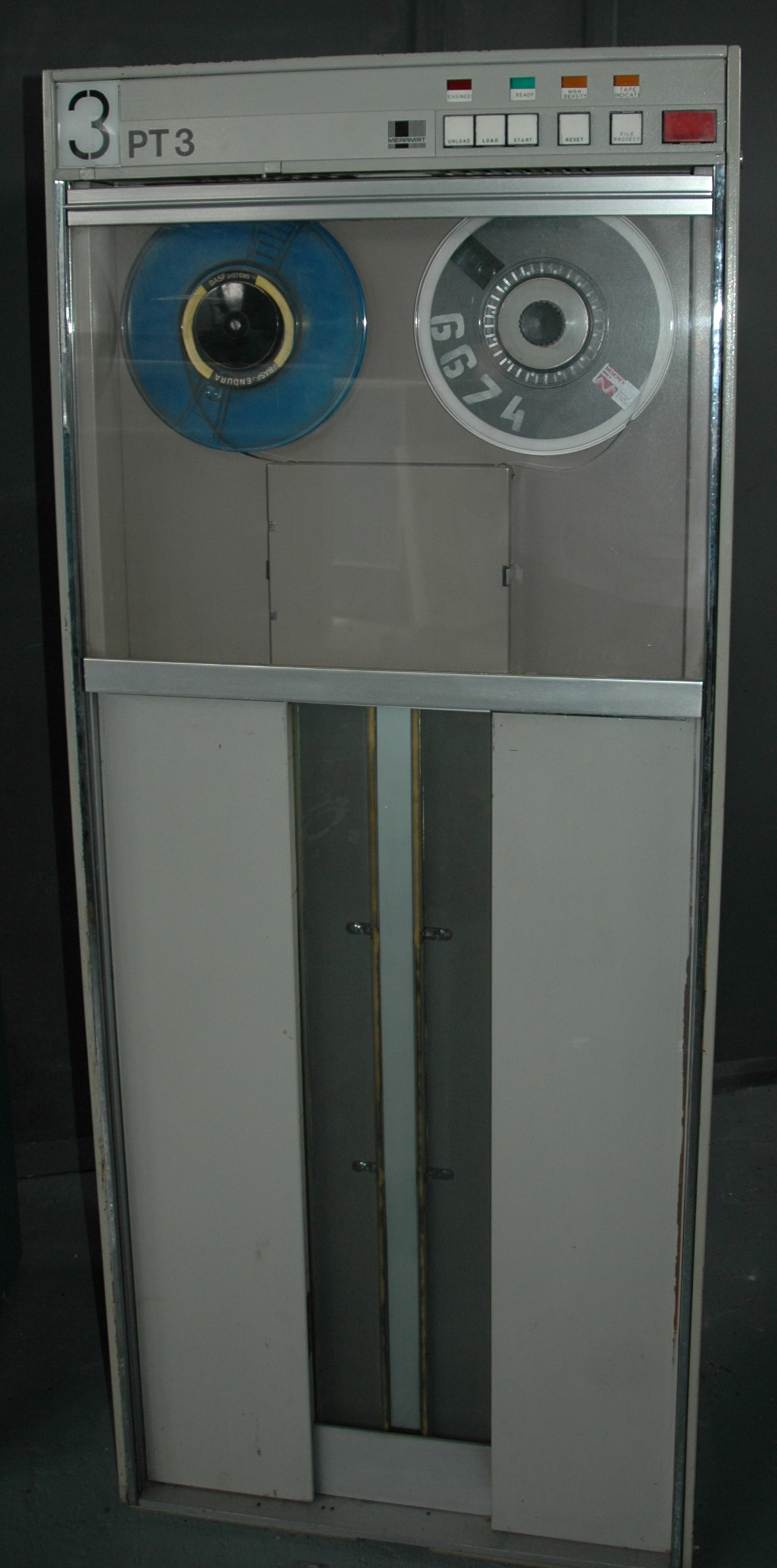
Pamięć PT-3 komputera Odra 1300

- pamięć taśmowa (początkowo w Odra 1304 jednostki pamięci PT-2 następnie PT-3 z jednostką sterującą)
- dyski magnetyczne
- bębny magnetyczne typu PB-7 z jednostką sterującą – wyjątkowo

### Oprogramowanie

#### System operacyjny
- EXEC – podstawowy system operacyjny
- nakładki na system operacyjny:
  - GEORGE 2 – wsadowy; mógł pracować bez dysków sztywnych
  - GEORGE 3 – wielodostępny; wymagał dysków sztywnych

#### Języki programowania
Początkowo:
- ALGOL
- PLAN I, II, III, IV (makroasembler)
- COBOL
- Fortran II i IV
- JEAN.

Następnie:
- BASIC
- Pascal
- Snobol
- SL-77 (opracowany na Politechnice Łódzkiej)